# 春野さくら
春野 さくら（はるの さくら、1990年4月20日 - ）は、日本のAV女優。ロータスグループ所属。
同姓同名のAV女優が過去に2名ほど確認されている。

## 人物
和歌山県出身。2010年2月、着エロアイドルとしてデビュー、エチオピアの孤児2人に毎月送金するため、AV女優となった。

## 出演作品

### イメージビデオ
- ゲキ着！ IDOL キュート（2010年2月4日、グラマラスキャンディ）
- Pretty Pop（2010年3月25日、グラッツコーポレーション）
- モミズム（2010年4月15日、グラッツコーポレーション）
- ギリグラ!! 秘宝館（2010年6月17日、グラッツコーポレーション）
- 可憐美女（2010年7月30日、ビーエムドットスリー）
- さくらの花びら（2010年9月24日、イー・マーケティング）

### アダルトビデオ
2011年
- 決意のAVデビュー（3月19日、人間考察）監督：鎗ヶ崎一
- 私、超高級ソープ嬢になります（4月21日、人間考察）監督：鎗ヶ崎一
- いつでもどこでも24時間、初ぶっかけごっくん（5月19日、人間考察）監督：鎗ヶ崎一
- どんなに感じても絶対アナタ目線（6月18日、人間考察）監督：鎗ヶ崎一

### テレビ出演
- グラドルAV鑑賞記 #19・#21（2010年10月、12月）つくばテレビ

### 映画
- 新釈 四畳半襖の下張り （2010年、竹書房・新東宝映画）